# Suelves
Suelves (Suelbes en aragonés) es un pueblo habitado actualmente por un matrimonio belga, a 780 m de altitud, situado en el Prepirineo Oscense.
A 6 km de Bárcabo, es una entidad menor del Ayuntamiento de Bárcabo que depende geográficamente y económicamente del Somontano, aunque políticamente pertenece al Sobrarbe. 

## Geografía
Con una extensión algo mayor de 1500 hectáreas, predomina el monte inculto con una población vegetal a base de pinos, encinas y monte bajo. Las tierras estaban distribuidas entre 900 hectáreas incultas pertenecientes a la Sociedad de Vecinos de Suelves (Monte Común indiviso por partes iguales) y las restantes 600 hectáreas de cultivo de buena calidad, no abancaladas, de propiedad particular.
Fuera del término de Suelves, la totalidad de los vecinos disponía de bastantes fincas en los pueblos de Colungo y Naval. El pueblo estaba dotado de Escuela Mixta, Iglesia Parroquial y molino de aceite.
El pilar fuerte de su economía se debía a las cosechas de olivas y una fuerte tradición ganadera.

## Historia
A principios de la década de 1960, a causa de la carencia de una carretera de acceso al pueblo, parte de los vecinos propuso iniciar contactos con el Patrimonio Forestal del Estado con el objetivo de ofrecer tierras del monte común para repoblar a cambio de dotarlos de una vía de acceso a Suelves. Patrimonio Forestal del Estado declinó el ofrecimiento pero se mostró interesada en una oferta global, la venta de la totalidad del pueblo. Esta nueva proposición no fue aceptada por los vecinos que sin embargo pasados algunos meses volvieron a intentarlo, esta vez en plan de Consorcio de 300 ha. Esta oferta es aceptada, pero dado el gran acopio de tierra y pueblos para repoblar en el Alto Aragón que por esa época hacía Patrimonio Forestal del Estado, se pospone su realización hasta que toque por turno. 
El Consorcio de Suelves fue finalmente repoblado a principios de la década de los 70, algunos años después de haber vendido el pueblo. El camino de acceso fue finalmente hecho cuando ya no quedaba casi nadie en el pueblo. 
Durante los años 70 se construyó una pequeña y apartada urbanización en una montaña boscosa, un camping, una piscina y unos bungalows que actualmente se encuentran en ruina. Solamente la urbanización sigue habitada por belgas.
Progresivamente todos los habitantes fueron marchándose, hasta que el 1 de febrero de 1980 el último hijo de Suelves abandonó su pueblo.

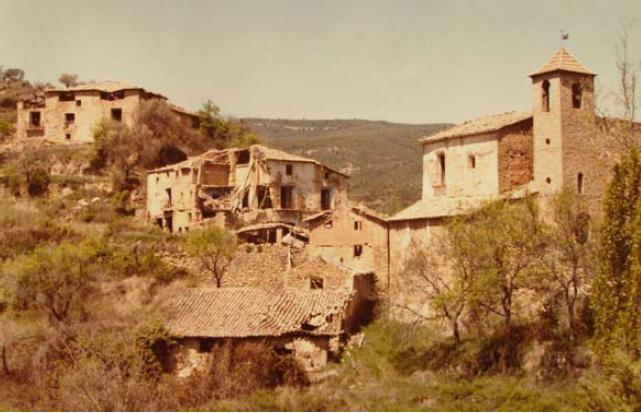
Suelves. Barrio de la Iglesia en los años 80.

## Repercusión de la venta de Suelves
La venta de Suelves tuvo una amplia repercusión en toda la prensa española, haciéndose eco todos los periódicos de mayor difusión. 
La primera noticia se da en el Diario Pueblo de Madrid: «En el Alto Aragón unos belgas compran el pueblo de Suelves. Lo convertirán en coto de caza, colonia residencial y paraíso de recreo».
El semanario de Barbastro El Cruzado Aragonés, publica en 1964 el siguiente titular: «A 0,15 céntimos metro cuadrado, unos belgas compran el pueblo de Suelves».
En el mes de mayo de 1964 en La Nueva España de Oviedo publica fotografías de la Iglesia Parroquial de Suelves con su campanario bajo el título: «Un pueblo español que pronto será belga». 
El 11 de noviembre de 1973 el diario ABC de Madrid publicaba un artículo bajo el título «Intereses de las inmobiliarias extranjeras por los pueblos abandonados del Alto Aragón» donde se decía que una inmobiliaria llamada Forestal y Construcción con residencia en Berlín planeaba construir «un complejo turístico consistente en la construcción de 400 chalés y dos hoteles, uno de cinco estrellas, con una capacidad de 100 camas, y otro de tres estrellas con 400 camas. Además de amplia zona comercial, dos campos de tenis, seis de fútbol, mini-golf, campo de golf, picadero y otros deportes. El complejo totaliza una extensión de 1658 hectáreas, y la inmobiliaria restauraría el pueblo de Suelves, dándole un carácter de pueblo típico». El 29 de noviembre el mismo diario ABC en un reportaje titulado «Huesca, se venden treinta pueblos» informaba de que la inmobiliaria alemana Forestal y Construcción se encontraría en problemas, a la espera de un nuevo socio. 
La publicación quincenal aragonesa Andalán también dedicó numerosos artículos y editoriales.